# PalaPanini
Il Palazzo dello sport Giuseppe Panini (prima palazzo dello sport di via Divisione Acqui, dal 2010 al 2014 Pala Casa Modena), meglio conosciuto come PalaPanini, soprannominato anche Tempio del volley, è il principale palazzo dello sport della città di Modena e uno dei più importanti impianti sportivi della città e d'Italia.
Progettato dall'architetto Vinicio Vecchi e inaugurato nel 1985, è intitolato (dal 1996) a Giuseppe Panini, fondatore - insieme al fratello Benito - del glorioso Gruppo Sportivo Panini, che guidò dal 1966, anno della fondazione, fino al 1993.
Utilizzato come impianto casalingo dal Modena Volley, è stato concepito principalmente per la pratica della pallavolo ma è in grado di ospitare altri eventi sportivi come partite di basket, calcio a 5, pattinaggio, tornei di arti marziali. La gestione delle manifestazioni sportive che si tengono all'interno del palazzo è affidata al Modena Volley. Nella struttura si sono tenuti negli anni anche diversi concerti, eventi di beneficenza e spettacoli teatrali.
Nell'edificio si trovano gli uffici del Modena Volley, la sede e gli ambulatori di Medicina Sportiva e la sede del CONI provinciale.
Il PalaPanini è stato una delle sedi di gioco del Campionato mondiale maschile di pallavolo 2010 e del Campionato mondiale femminile di pallavolo 2014, inoltre ha ospitato diverse gare della World League in diversi anni.
Dalla stagione 2010-2011 alla stagione 2013-2014, con il ritorno sulle maglie gialloblù del marchio Casa Modena, il PalaPanini assunse la denominazione di Palazzo dello sport Giuseppe Panini - Casa Modena.

## Caratteristiche impianto
Il Palasport dispone di 5219 posti a sedere divisi su 2 piani: 1348 posti sono distribuiti su quattro tribune retrattili nel piano di gioco, mentre le 4 tribune fisse sui lati situate al piano superiore possono contenere 3620 posti. La struttura è accessibile ai disabili.
Il piano di gioco, delle dimensioni 52x35, è costituito da campo di pallavolo e campo di basket e può essere suddiviso in 3 aree distinte con l'ausilio di pareti estendibili dall'alto.
Nell'edificio inoltre sono presenti:
Piano Terra
- 1 biglietteria
- 1 bar (Palabar)
- 11 spogliatoi
- 1 infermeria
- 1 palestra (14x 12 metri)
- 1 palestra per muscolazione (12x8 metri 12x12 metri)
- 1 palestra arti marziali (28x12 metri)
- 1 palestra scherma (20x12)
- 1 sala stampa
- 1 sala hospitality
- 4 magazzini
- 1 portineria
- 1 guardaroba
- 5 servizi igienici per il pubblico
- 2 servizi igienici per disabili
- Sede e ambulatori Medicina Sportiva

Primo Piano
- 13 uffici: sedi Coni provinciale, federazioni e società sportive
- 2 sale riunioni
- 1 sala stampa
- 1 sala TV
- 1 bar
- 8 servizi igienici per il pubblico
- 1 guardaroba
- 5 magazzini

Secondo Piano
- 2 locali tecnici
- 1 postazione regia audio
- 1 postazione giornalisti

Durante le partite sono a disposizione dei giornalisti linee telefoniche ISDN e ADSL wireless e accanto alla Tribuna Vip viene allestita una sala con servizio catering.

## Ristrutturazioni

### 2001
Nei primi mesi del 2001 la copertura del palasport è stata sottoposta ad alcune opere di ristrutturazione: sono state sostituite le vecchie guaine con un pacchetto impermeabile ad alta flessibilità, sono stati migliorati gli appoggi delle unità di trattamento dell'aria; inoltre sono stati aumentati i giunti longitudinali per meglio assorbire le dilatazioni e i restringimenti dovuti alle variazioni termiche. I lavori sono stati ultimati completando la formazione di nuovi scarichi di troppo pieno, con il trattamento del calcestruzzo dei cornicioni, e con la sigillatura e la parziale sostituzione dei pluviali esistenti. Grazie all'ulteriore rinforzo delle strutture sarà possibile ancorare carichi sospesi molto elevati come richiedono gli impianti di supporto agli appuntamenti musicali. Parallelamente l'allora Daytona Volley, ha effettuato lavori di manutenzione rinnovando i locali in cui trovano sistemazioni uffici del club e la sala stampa.

### 2002
Nell'estate del 2002 sono stati realizzati una serie di interventi straordinari. I lavori hanno riguardato diverse aree del palazzo. È stato sostituito il parquet con un nuovo fondo in travi d'abete, una piccola porzione dell'allora gradinata supporter, oggi rinominata curva Ghirlandina sovrastante l'ingresso al campo dalla zona spogliatoi è stata smantellata (comportando la perdita di 18 posti) per facilitare l'entrata dei mezzi di soccorso sul parterre, inoltre è stato posato materiale fonoassorbente nella copertura e sulle pareti dei lati corti del palasport. Gli impianti idraulici e di riscaldamento degli spogliatoi sono stati rifatti, così come l'intero impianto elettrico del palazzo. I sistemi antincendio sono stati adeguati alle normative mentre sono state sostituite le porte interne al piano terra e il portone centrale esterno. Le scale esterne sono state impermeabilizzate dopo il rifacimento del rivestimento. Nel corso dell'anno è stato installato un servo scala che dà la possibilità anche alle persone costrette su sedie a rotelle di salire al piano superiore.
Da notare che il vecchio parquet in legno è stato riutilizzato in un'altra struttura sportiva. Giocatori, tecnici e dirigenti della Scuola di basket hanno provveduto a staccare con cura listello dopo listello il pavimento che è poi stato rimontato da posatori specializzati nelle due palestre delle adiacenti scuole medie Ferraris.

### 2010
Nell'estate del 2010 in occasione del Campionato mondiale maschile di pallavolo 2010 sono stati effettuati numerosi interventi di ammodernamento del palasport, tra i quali: il rifacimento dell'impianto di illuminazione del campo, la sostituzione e l'innalzamento dei parapetti con lastre di vetro temprato e l'installazione dell'impianto di condizionamento dell'aria.
Nell'anno successivo sono state sostituite le tribune retrattili laterali portando la capienza totale dell'impianto da 5 211 posti a quella attuale di 4 968.

## Eventi ospitati

### Tennis
Il PalaPanini ha ospitato la sfida di Coppa Davis 1993 tra Italia e Brasile, valida per il 1º turno del Gruppo Mondiale e disputata tra il 26 e il 28 marzo 1993, vinta con il punteggio di 4-1 dagli Azzurri, su un campo in sintetico.

## Concerti al PalaPanini
Al PalaPanini si sono esibiti numerosi artisti di fama internazionale.
- 1986 - Simple Minds (11 febbraio)
- 1987 - Vasco Rossi (25 maggio)
- 1987 - The Cure (29 novembre)
- 1988 - Marillion (2 febbraio)
- 1988 - Spandau ballet
- 1988 - Frank Zappa (5 giugno)
- 1989 - Ramones (8 maggio)
- 1989 - Joe Strummer and the Latino Rockabilly War (29 ottobre)
- 1990 - Billy Idol (30 novembre)
- 1991 - Luciano Ligabue (8 marzo)
- 1992 - Claudio Baglioni (4,5 e 6 febbraio)
- 1992 - Jovanotti & Luca Carboni (27 novembre)
- 1993 - Luciano Ligabue (4 marzo)
- 1993 - Peter Gabriel (16-17 novembre)
- 1994 - Nirvana (21 febbraio)
- 1995 - Luciano Ligabue (23 novembre)
- 1995 - Iron Maiden (27 novembre)
- 1996 - Green Day (22 marzo)
- 1997 - Franco Battiato (11 marzo)
- 1998 - Luciano Ligabue (14 novembre)
- 2000 - Skunk Anansie (11 aprile)
- 2000 - Nek (14 ottobre)
- 2001 - Luciano Ligabue (6 gennaio)
- 2001 - Gianni Morandi (14 marzo)
- 2004 - Sting (2 dicembre)
- 2005 - Biagio Antonacci (17 marzo)
- 2007 - Tiziano Ferro (31 gennaio)
- 2007 - Claudio Baglioni (20 marzo)
- 2008 - Subsonica (27 marzo)
- 2008 - Biagio Antonacci (2 aprile)
- 2008 - Notre-Dame de Paris (musical) con: Riccardo Cocciante (11-12-13-14-15-16 novembre)
- 2008 - Zucchero Fornaciari (10 dicembre)
- 2009 - Nek (27 marzo)
- 2009 - Nomadi (25 aprile)
- 2010 - Luciano Ligabue (6 gennaio)
- 2010 - Elisa (12 maggio)
- 2010 - Modà (14 dicembre)
- 2012 - Jovanotti (16 febbraio)
- 2012 - Negramaro (11 maggio)
- 2012 - Ian Anderson (2 giugno)
- 2013 - Al Bano Carrisi (12 aprile)
- 2014 - Max Pezzali     (8 febbraio)
- 2015 - Caparezza (10 aprile)
- 2015 - Carmen Consoli (16 aprile)
- 2015 - Max Pezzali (29 ottobre)